# Noord-Hannovers voetbalkampioenschap 1932/33
In 1932/33 werd het tiende en laatste Noord-Hannovers voetbalkampioenschap gespeeld, dat georganiseerd werd door de Noord-Duitse voetbalbond. 
Viktoria Wilhelmsburg werd kampioen en plaatste zich voor de Noord-Duitse eindronde. Viktoria werd derde achter Arminia Hannover en Borussia Gaarden, maar voor SV Polizei Hamburg.
Na dit seizoen kwam de NSDAP aan de macht en werden alle regionale voetbalbonden opgeheven. De Gauliga werd ingevoerd als hoogste klasse en de clubs uit de competitie Noord-Hannover gingen spelen in de Gauliga Nordmark. Enkel de kampioen plaatste zich. Na één seizoen verhuisden de clubs naar de Gauliga Niedersachsen en toen de stad Harburg-Wilhelmsburg door Hamburg opgeslorpt werd gingen de clubs terug naar de Gauliga Nordmark.

## Eindstand
| Plaats | Club                          | Wed. | W  | G | V  | Saldo | Ptn   |
| ------ | ----------------------------- | ---- | -- | - | -- | ----- | ----- |
| 1.     | FC Viktoria 1910 Wilhelmsburg | 14   | 11 | 1 | 2  | 59:22 | 23:5  |
| 2.     | Wilhelmsburger FV 1909        | 14   | 9  | 3 | 2  | 45:21 | 21:7  |
| 3.     | FC Borussia 04 Harburg        | 14   | 9  | 2 | 3  | 58:22 | 20:8  |
| 4.     | VfR 1907 Harburg              | 14   | 6  | 4 | 4  | 42:36 | 16:12 |
| 5.     | FC Viktoria 1910 Harburg      | 14   | 4  | 3 | 7  | 25:42 | 11:17 |
| 6.     | SV 1924 Harburg               | 14   | 4  | 1 | 9  | 31:48 | 9:19  |
| 7.     | SV Wilhelmsburg 26            | 14   | 3  | 3 | 8  | 27:49 | 9:19  |
| 8.     | SC Uelzen 1909                | 14   | 1  | 1 | 12 | 21:68 | 3:25  |

|  | Kampioen, geplaatst voor Noord-Duitse eindronde en Gauliga Nordmark 1933/34 |
|  | Degradatie                                                                  |